# Hookeriopsis cuspidatissima
Hookeriopsis cuspidatissima är en bladmossart som beskrevs av Brotherus 1907. Hookeriopsis cuspidatissima ingår i släktet Hookeriopsis och familjen Hookeriaceae. Inga underarter finns listade i Catalogue of Life.